# Мужчины Израиля
«Мужчи́ны Изра́иля» (англ. Men of Israel) — американо-израильский порнографический гей-фильм режиссёра Майкла Лукаса.

## Сюжет
Залитые солнцем пляжи Израиля заполнены горячими парнями. Но не все из них заинтересованы в находящихся рядом девушках в бикини. Неуёмная сексуальная энергия и жажда приключений не дают им спокойно жариться под солнцем. Между ними происходят пять хардкорных сексуальных сцен, наполненных оральными и анальными ласками.

## Отзывы и критика
Израильская газета «Едиот Ахронот» писала, что это первый гей-порнофильм, снятый в Израиле, в котором участвовали только израильские актёры. Los Angeles Times указала, что это первый подобный фильм с полностью еврейским актёрским составом.
Обозреватель американо-израильского онлайн-издания Tablet Magazine Уэйн Хоффман заметил, что открытое и полноценное участие израильских актёров с еврейскими именами, а не безликими псевдонимами, является настоящим прорывом для всей культуры секс-меньшинств в стране.
После выхода фильма в июле 2009 года Лукас написал письмо 31 августа на веб-ресурс GoGay, крупнейший израильский ЛГБТ-сайт, в котором содержался призыв к скрытым израильским геям.
Макс Блюменталь, еврейский американский писатель, отмечает, что фильм был снят в «палестинской деревне, этнически очищенной сионистскими ополченцами в 1948 году». Надя Авад, палестинско-американский кинорежиссёр, называла «Мужчин Израиля» осквернением жанра порно.